# 手机小说
手机小说（日語：携帯小説，keitai shousetsu）是以手机為载体的一种文学体裁，最初源于日本手机中传播的娱乐短信，但后也流行到中国、美国、德国、南非等地。首部小说《深愛》是呈现在手机短信中的电子书。手机小说的作者多数为短信写手，或公佈在手機小說網站上。语言风格幽默诙谐，短小精悍，以使读者达到消遣、放松的目的。该类小说为付费形式即时阅读，受手机每屏显示的文字数量限制，此类小说标点符号小，多为具有冲击力的短句，内容多以奇幻文学、情爱小说为主。
手机小说最开始主要是年轻女性阅读和创作的有关浪漫小说的主题，但更广泛的手机小说也已在全世界普及。不论是以印刷形式出现，或者通过电子邮件、短信或通过在线撰写网站将章节提供给读者。由于日本互联网使用笔名或假名的文化，很少有手机小说的作者公布身份。